# Корбеллини, Себастьяно
Себастьяно Корбеллини (итал. Sebastiano Corbellini) — итальянский живописец периода барокко. Работал в Риме около 1650 года. Ученик римского живописца, скульптора и архитектора Чиро Ферри.
Известно, что в 1689 году, после смерти учителя он завершил работу над фресками церкви Сант-Аньезе-ин-Агоне на Пьяцца Навона в Риме на тему «Вознесение Девы Марии (Ассунта)», или Эмпирей, начатыми Чиро Ферри в 1670 году.